# Płaskowyż Nadleński
Płaskowyż Nadleński (ros. Приленское плато) – rozległy płaskowyż w azjatyckiej części Rosji, w Jakucji i (zachodni skraj) w obwodzie irkuckim.
Leży w dorzeczu środkowej Leny, na południe od Niziny Środkowojakuckiej; na północ od Wyżyny Patomskiej i Gór Ałdańskich; długość ok. 650 km, szerokość 200 km; średnia wysokość ok. 500 m n.p.m. Zbudowany z paleozoicznych wapieni, piaskowców i dolomitów. Porośnięty głównie tajgą modrzewiową, w niższych partiach łąkami.
Wydobycie soli kamiennej, gipsu.
Część płaskowyżu zajmuje Rezerwat Olokiemski.